# Шапарівка (річка)
Шапарівка — річка в Росії, у Климовському районі Брянської області. Ліва притока Трубежа (басейн Дніпра).

## Опис
Довжина річки 10 км., похил річки — 3,6 м/км. Площа басейну 53,7 км².

## Розташування
Бере початок на південному заході від Нового Ропська. Тече переважно на південний захід через Ілліч, Кропивне і на південному сході від Чолхова впадає у річку Трубіж, праву притоку Снові.